# Tutume
Tutume è uno dei cinque sottodistretti del distretto Centrale nel Botswana.

## Villaggi
- Borolong
- Chadibe
- Changate
- Dagwi
- Dukwi
- Goshwe
- Gweta
- Jamataka
- Kutamogree
- Lepashe
- Mabesekwa
- Mafongo/Hobona
- Maitengwe
- Makobo
- Makuta
- Mandunyane
- Maposa
- Marapong
- Marobela
- Mathangwane
- Matobo
- Matsitama
- Mmanxotae
- Mmeya
- Mokubilo
- Mosetse
- Nata
- Natale
- Nkange
- Nshakashokwe
- Nswazwi
- Sebina
- Semitwe
- Senete
- Sepako
- Shashe-Mooke
- Shashe/Semotswane
- Tonota
- Tshokatshaa
- Tutume (villaggio)
- Zoroga

## Località
- Abadom
- Agriculture Camp
- AI Camp
- Augoree
- Badzili Nfila Ranch
- Banijena
- Baswabile
- Benijena
- Bodibeng
- Bodumatau
- Boiphitlho
- Bojakgosi
- Bojatau
- Bojatholo Farm (Mokgethi)
- Bokololo
- Bokololo
- Bolelakgomo
- Bolelakgomo
- Bonwakgama
- Bonwakgama
- Bonwanotshe
- Bonwantsa
- Bonwaphofu
- Bonwatholo
- Bonwatshepe
- Bonwatshephe
- Bopolodzi
- Borolong Lands
- Borotsi (Chadibe)
- Boswelanoga
- Botshabelo
- Buku
- C.Jeppee
- Caarong
- Camp Kalahari
- Camp Odiakwe
- Chachamochira
- Chadibe
- Chakale
- Chale
- Chamagane
- Chamane
- Changate Lands
- Charaxwe
- Charles Malekongwa Ranch
- Chavapi Farm
- Chawaje
- Chedandera
- Chengeta
- Chenkane
- Chenkwakwa
- Chenkwangwa
- Chentala
- Chevubu
- Chezengezi
- Chezengezi
- Chibangabiya
- Chidumila
- Chilokoti
- Chilume Fram (Pudulogo)
- Chimanamana
- Chingape
- Cross Roads
- Daewoo Crusher Camp
- Daewoo Work Camp
- Dakati
- Dakati
- Dangwi BDF Camp
- Daogina
- Daumagoree
- Dedemko
- Depa
- Dhxerekaree
- Dibe
- Dibongwane
- Dichabe
- Didibakwe
- Dihudi
- Dikgomo Farm
- Dimotswe
- Dinonyane
- Dinta
- Diolo Matshena
- Ditshoswane
- Donjani
- Dudujinaa Vet Camp /Baootho
- Dukwi Vet Gate+Quarantine
- Dukwigoretsooree
- Dumkao
- Dwao
- Dzalela
- Dzengedzi
- Dzerogoree
- Dzibalamakhiya
- Elephant Sand Lodge
- Foley
- Foley Siding
- Foley Vet Camp
- Forty-Three
- Gabeaxwe
- Gabeaxwe
- Gagaga
- Gaitshaa
- Gaitshotsho
- Gamtshaa
- Gaswe/Gonga
- Gaua
- Geo Search Camp
- Gobame
- Gogoga
- Gonga
- Gongwa
- Gonxatshani
- Gooratiro
- Gooratshimologo
- Gorootshane
- Gozoba
- Guba
- Gubukabane
- Gulushabe
- Gumte
- Guruguru
- Gusha
- Gwemazhani
- Gweta Lands
- Hele Company
- Hobona Lands
- Hondegoree
- Jabara
- Jack's Camp
- Jacks Camp 2 / San Camp
- Jamakala
- Jamane
- Jimakando
- Joha (Mamolambu)
- Jorotane
- Joseph Ranch
- Jukrii
- Junah 1
- Junar
- Jwaagore
- Jwaagoree/ Tholotsane Vet Ga
- Kaego
- Kaidobe
- Kaisara
- Kaixhao
- Kamangao
- Kanana -Kopi
- Karana
- Karana Cattle Post
- Katsejenaa
- Kaugara
- Kauxae
- Kauxubaga
- Kenkgang
- Kenosi Farm
- Kgalaphuduhudu
- Kgantsawapo
- Kgari
- Kgoronyane
- Kgorwane
- Kgwana
- Kgwana Farm
- Kgwana Farm (Lenyatso's Farm
- Khudutshikaraa
- Khurutshaa
- Khweeauu
- Kolobetshaa
- Kombani
- Komtsia
- Korodeeha
- Koroga
- Koroma
- Kukama Hunting Safari Camp
- Kunkuru
- Kwadiba
- Kwadibe
- Kwagatshaa
- Kwanambe
- L.M.U. Farm
- Lebate
- Lebethu
- Lebu
- Lebu
- Legonono
- Legotho
- Lekhubu
- Lekoba
- Lekopswe
- Lepashane
- Lepashe
- Leriba/Siemaxwe
- Lesana
- Lesotho
- Lobakwe
- Longwe
- Lonye
- Maalaphate
- Mabole
- Mabotele
- Mabutho's Farm
- Macheke Farm
- Madiba Vet Camp
- Madibeng
- Madikwe Lands
- Madiphala
- Mafongo Lands
- Magabanelo Farm
- Magagakwe
- Magapatona
- Magojwa Vet Camp
- Magotho
- Magwete
- Mahume
- Maipafela
- Maipafela
- Maisale
- Maisale
- Maitengwe Border Post
- Maitengwe Gate Camp
- Maitengwe Veterinary Camp
- Majerengwa
- Majerengwe
- Majwana a dipela
- Majwana a Tsie
- Majwana Mantsho
- Majwana-aga-Kemiso
- Makaka
- Makalamabedi
- Makalamabedi
- Makate
- Makgaba
- Makhubola
- Makhubola
- Makhubu (Mandunyane)
- Makhubu (Tonota)
- Makobo Lands
- Makolojwane
- Makomoto
- Makosha Ranch
- Makubandundu
- Makutumane
- Makwape
- Makweetane
- Malekae
- Malelejwe
- Malote
- Mampale
- Manche
- Manesa(Chrishidom)
- Manganagoree
- Mangole
- Manjerankwe
- Manjerengwa
- Manyerengwa
- Maotakgang
- Maotomabe
- Mapanda
- Mapane
- Maphanephane
- Maphanephane
- Maphanephnae
- Mapontela
- Marape
- Marobalakgomo
- Marudaa
- Marukuru
- Marulamabedi
- Marulamantsi
- Masalesa
- Mashani's Ranch
- Mashni Estate Number 34
- Masiloanoke
- Masunga Syndicate
- Maswibilili Ranch
- Maswikiti
- Matakana
- Matapdza
- Matare
- Matebele
- Mathangwane Lands
- Mathangwane(Makgaolakgang)
- Matombomashaba
- Matondo
- Matondo
- Matsiara
- Matsiro
- Matsitama Lands
- Matsitama Mine
- Matswapi Farm(Gamgai)
- Matulungundu
- Mbakile Ranch
- Mboela
- Mbomboro
- Mboyo
- Metsibotlhoko (Tangane)
- Mhatane
- Mmabobowe
- Mmadikgaka
- Mmadinoga
- Mmalegong
- Mmapatse
- Mmapula
- Mmashwa
- Mmusi
- Modimotsebe
- Mogale Farm
- Mogobe wa noga
- Mogobewabasadi
- Mohawana
- Mokgalo
- Mokgalo
- Mokokwe
- Mokolwane
- Mokolwane
- Moleele
- Molonda/Japane
- Monaiwa
- Monganaoesi
- Monnyenana
- Mookane
- Mooke
- Moreomabele
- Morotole
- Mosetse
- Moshamba
- Moshamo
- Mosu (Mathangwane)
- Mosupe
- Motloutse Vet Camp
- Mpangale
- Mpapaleke
- Mphambo
- Mphambo Vet Camp
- Mphane
- Mphane
- Mphapho
- Mphatane
- Mpungwana
- Mpungwana 2
- Mqhelekwane
- Naka-la-Kgongwana
- Nakalaphofu
- Nambo
- Namola Vet Camp
- Natale
- Ndrai Vet Camp
- Ndwapi Farm
- Ndzonga
- Nekate
- Nfutshaa
- Ngabanxaga
- Ngabaxuabo
- Ngabejinah
- Ngabexhwee
- Ngaidzo
- Ngomana
- Ngwasha
- Ngwasha Police Camp
- Ngwidi Vet Camp
- Nineteen (Modonga Ranch)
- Njukuree/Bushman mine
- Njutshaa
- Nkaitsha
- Nkoojabe
- Nkutche
- No 3 (Phendani)
- No 4 (Gobona)
- Nsekesa
- Nshakashokwe Lands
- Nsuswane
- Ntala
- Nthulawebundu
- Ntobgwe
- Ntshwailo
- Ntsorogwane
- Nxaragoni
- Nxwanco
- Nyonyobe
- Nyonyobe
- Paiwa
- Palamaokue
- Palamaokuwe
- Patikwane
- Patisamarago
- Pegapitsa
- Peter Marago
- Peter Moses Ranch
- Peter Otto Ranch
- Phanga
- Phatsima
- Phiritshwana
- Phonchi
- Pijane
- Planet Baobab
- Polonka
- Potelekani
- Potokwa
- Pretoria
- Prince Gamba (Mabuto)
- Railway Camp
- Railway Vet Camp
- Ramogakamme
- Ramotamosa
- Richard Mannathoko's Farm
- Roads Camp
- Roads Camp
- Saanyaneng
- Sabase
- Samgaro
- Samsongwe
- Sandijwe Gate
- Sankwana
- Sasao
- Sasao Vet Camp
- Sebata
- Sebina Lands
- Seetswane
- Seimaxwe
- Seingobo
- Sekulwane
- Selolwane Vet Gate
- Sematlaphiri
- Sematlaphiri Vet Camp
- Semitwe Lands
- Semonwane (Tshoatlhola)
- Semowane
- Senagoree
- Senete Lands (Nsuswana)
- Senete Vet Camp
- Sepalola
- Separamdala
- Sese Road Camp
- Seshabong Farm
- Seswe
- Seswe Vet Camp
- Seswe/Masoko
- Setshego Estate
- Sexa
- Sexara
- Seze
- Shakwe
- Shalakwe
- Shashe-Mooke Cattle Post
- Shobojenaa
- Shuzhwa
- Sikalesele's Farm
- Simesime
- Sindijwa
- Sindijwe Vet Camp
- Sokaphala
- Sokwane
- Sophia
- SSG Camp
- Supa/Xooree
- Takutshe
- Tamotamoga
- Taudiabopa
- Tenene/Bayanga
- Tent Camp
- Teremane Vet Camp
- Tetaba
- Thabatsane
- Thabatshukudu
- Thakadiawa
- Thakadiawa (località)
- Thakadiawa Vet Camp
- Thalogang
- Thamanakajwaa
- Thanasanku
- Thokamboba
- Tholodi
- Tholotsane
- Thonongola
- Thootse
- Thubale
- Thubasegwana
- Thulatsholo
- Thulula Mmidi
- Tibone's Farm
- Tiego Garebamono
- Tlapa-la-Dipoo
- Tlapane
- Tlapeng
- Tlhapi e a Ntoma Vet Camp
- Tlhobolotswana
- Tlhogotshweu
- Tomba
- Tonota Molapo
- Tsampana
- Tsarotsaro
- Tsarutsaru
- Tsatsing
- Tsatsomtshaa
- Tsaukamo
- Tsenakamo
- Tshaathoka
- Tshababatshi
- Tsharaga
- Tshethae Vet Camp
- Tshipeng
- Tshobambaa
- Tshwaane
- Tsiagakee
- Tsitsirwane
- Tsitsirwane
- Tsiyanyoka
- Tsonagobele
- Tsonagoree
- Tsoogoree
- Tsoogoree
- Tsoruxwaa
- Tsuetsuega
- Tsukae
- Tswadibe
- Tswae/Zamao
- Tswenya
- Tumbe
- Tumbe Farm
- Tweetwee
- Two-Two Vet Camp
- Vet Camp
- Vet Gate Camp
- Water Util/Dukwi Refugee Cam
- Waxana
- Work Camp 2
- Xaa
- Xadi
- Xagatshaa
- Xamma
- Xamma
- Xamojire
- Xaniwe
- Xaotshaa Gate
- Xeao
- Xhaitshaadom
- Xhamakhwane
- Xhamxana
- Xhaogaxara
- Xhautse
- Xhauxaba
- Xhauxhara
- Xhauxumga
- Xhongwane
- Xhoni
- Xhonxa
- Xhoo
- Xhoo
- Xhooga
- Xhoojenaa Vet Gate
- Xhooxwaa
- Xhugana
- Xhuxhwekamo
- Xinexwa
- Xingara
- Xixana
- Xoojiba
- Xoosha
- Xoxai
- Xoxana
- Xumtha
- Xutumukwe
- Xwaatibee
- Xwamojiwa
- Xwarikatso
- Xwirikatso
- Yaoyaoga
- Zadimxara
- Zarapee
- Zazana
- Zezepa
- Zibanana
- Zigobe
- Zomao
- Zoroga Lands
- Zwenshambe (Mabudu)